# Kilenc vitéz

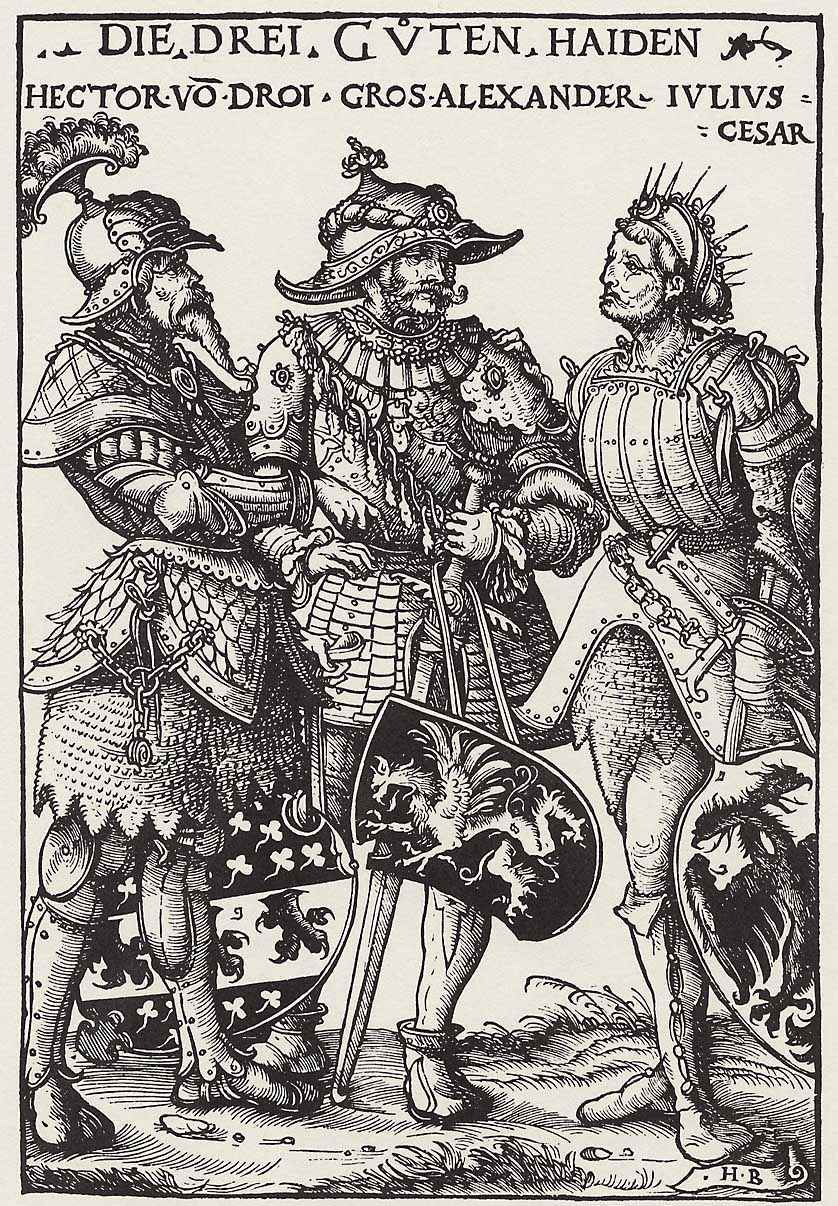
Hektór, Nagy Sándor és Iulius Caesar Hans Burgkmair metszetén

A Kilenc vitéz a középkori lovagi ideál egyik motívuma, amely először Jacques de Longuyon A Páva fogadalmai (Voeux du Paon) című munkájában tűnt fel a 14. század elején.
Jacques de Longuyon kilenc történelmi és mitológiai harcost választott ki, három-három pogányt, zsidót és keresztényt, akikből összeállította a hősiesség arcképcsarnokát. Johan Huizinga holland történész szerint a a hősök kiválasztása szoros kapcsolatban van a lovagi költészettel. Jacques de Longuyon választása a következő lovagokra esett: Hektór, Caius Iulius Caesar, III. Alexandrosz makedón király, Józsua, Dávid zsidó király, Júdás Makkabeus, Artúr király, I. Károly frank császár és Bouillon Gottfried. Ők azok, akik szerinte megtestesítik a lovagi erényeket.
A Kilenc vitéz kultusza megjelenik Guillaume de Machaut-nál is. Tanítványa, Eustache Deschamps folytatta munkáját, és több balladát szentelt a témának. Huizinga megfogalmazása szerint a a középkor szimmetriára való törekvésének eredménye, hogy Deschamps nőkkel egészítette ki a férfiakat, mesékből és történelemből. Köztük volt Pentheszileia, Tomürisz és Szemiramisz.
A kilenc férfi és nő motívuma nagy sikert aratott, 1431-ben, amikor VI. Henrik angol király bevonult Párizsba, előtte halad kilenc-kilenc férfi és nő vitéznek beöltözött ember. Jean Molinet francia író, krónikás paródiát írt a falánkság kilenc vitézéről, I. Ferenc pedig antik öltözetet vett magára, hogy megjelenítse az egyik vitézt.
Deschamps azzal is továbbfejlesztette az eredeti motívumot, hogy egy tizedik férfi vitézt, a százéves háború nagy francia hadvezérét, Bertrand du Guesclint is hozzáadta az eredeti kilenchez, így kapcsolva össze a múlt vitézségét a kor lovagjaival. I. Lajos orléans-i herceg ennek megfelelően a francia parancsnok szobrát is elkészíttette coucyi várának nagytermébe.